# Apanteles irenecarrilloi
Apanteles irenecarrilloi (лат.) — вид мелких наездников рода Apanteles из подсемейства Microgastrinae семейства бракониды (Braconidae). Обнаружены в Центральной Америке: Коста-Рика (Alajuela).

## Описание
Мелкого размера перепончатокрылые насекомые: длина тела от 2,3 до 2,4 мм, длина переднего крыла 2,5-2,6 мм. Основная окраска тёмно-коричневая. Коготки лапок простые. Соотношение длины и ширины птеростигмы: 3,6 и более. Паразитируют на молевидных бабочках из семейства Огнёвки-травянки (Crambidae), Asturodes fimbriauralis.
Вид был впервые описан в 2014 году канадским энтомологом Хосе Фернандес-Триана (Jose L. Fernández-Triana; Department of Integrative Biology and the Biodiversity Institute of Ontario, Университет Гелфа, Гелф, Онтарио, Канада) и назван в честь Ирен Каррильо за её вклад в работу (Irene Carrillo; ACG Programa del Comedor Santa Rosa, Коста-Рика)
.